# スターリングスター
「スターリングスター」は、KEYTALKの楽曲で、メジャー6枚目（通算9枚目）のシングル。2015年10月14日にGetting Betterから発売された。

## 概要
前作「桜花爛漫」に続いてのアニメとのタイアップ曲である。今作でそれまでのシングルのオリコン週間最高位10位だった「パラレル」の記録を更新した。完全限定生産盤は10,000枚限定生産となっており、KEYTALKオリジナル・ネックストラップ付きパスケースが付属された。

## 収録曲
1. スターリングスター
  - 作詞・作曲 - 首藤義勝 / 編曲 - KEYTALK、NARASAKI

フジテレビ系アニメ『ドラゴンボール超』エンディングテーマ[3]
ダイダン株式会社『設備を人体に例えるなら』CMソング[4]
2. 鏡花水月
  - 作詞 - 小野武正 / 作曲 - 小野武正、八木優樹
3. summer end
  - 作詞・作曲 - 寺中友将